# 虹色の魚/Open Happiness/MONSTER
「虹色の魚／Open Happiness／MONSTER」（にじいろのさかな／オープン・ハピネス／モンスター）は、日本のポップ・ロックバンド、MONKEY MAJIKの12枚目のシングル。

## 概要
- 前作「アイシテル」から約4か月振りのシングル。トリプルA面シングルは「あいたくて／MORNING-EVENING／goin' places」以来3作ぶりである。
- 「Open Happiness」は、コカ・コーラのグローバルキャンペーン「Open Happiness」とコラボレート。キャンペーンCM「Happiness Factory 3」のために書き下ろした楽曲である。

## 収録曲
（全作曲：Maynard、Blaise ）
1. 虹色の魚
  - 作詞：Maynard、Blaise、tax
  - SUBARU「IMPREZA」CMソング
  - ニッポン放送『乃木坂46のオールナイトニッポン』2代目エンディングテーマソング。使用されているのは英語詞バージョン(『ENGLISH BEST』『MONKEY MAJIK BEST -A.RI.GA.TO-』）
2. Open Happiness
  - 作詞：Maynard、Blaise、tax
  - 日本コカ・コーラ「Happiness Factory 3」CMソング
3. MONSTER
  - 作詞：Maynard、Blaise
  - 江崎グリコ「ポッキーチョコレート」スペースシャワーTVバージョンCMソング